# Charlotte Eagles
El Charlotte Eagles es un club de fútbol de Estados Unidos de la ciudad de Charlotte en el estado de Carolina del Norte. Fue fundado en 1991 y juega en la USL League Two, cuarta división en importancia del Sistema de ligas de fútbol de los Estados Unidos para la temporada 2015.

## Jugadores

### Jugadores destacados
- Jorge Herrera
- Gustavo Bentos

## Palmarés
- USISL Pro League (0)
  - South Atlantic Division (1): 1996
- USL D-3 Pro League (1): 2000
  - Atlantic Division (1): 1999
- USL Pro Soccer League (0)
  - Southern Division (1): 2004
- USL Second Division (1): 2005
  - Regular Season Champions (1): 2008
- Southern Derby (3): 2001, 2012, 2013